# روابط ارمنستان و مصر
روابط خارجی بین ارمنستان و مصر وجود دارد. مصر یکی از اولین کشورهای جهان عرب بود که ارمنستان مستقل را در سال ۱۹۹۱ به رسمیت شناخت. در مارس ۱۹۹۲ روابط دیپلماتیک بین دو کشور برقرار شد. در ماه مه ۱۹۹۲، اولین نمایندگی دیپلماتیک ارمنستان در شرق عرب در قاهره افتتاح شد. مصر در ایروان سفارت دارد.

## تاریخچه
پس از استقلال ارمنستان از اتحاد جماهیر شوروی، مصر یکی از اولین کشورهایی بود که استقلال ارمنستان را به رسمیت شناخت، کنوانسیون برقراری روابط دیپلماتیک دوجانبه در سال ۱۹۹۲ امضا شد. سفارت مصر در ایروان در ماه مه ۱۹۹۳ و سفارت ارمنستان در قاهره در مارس ۱۹۹۲ افتتاح شد.
مهم‌ترین نکته در روابط سیاسی دو کشور، قدردانی ارمنی‌ها از موضع بی‌طرف مصر در قبال مناقشه قره باغ کوهستانی و همچنین میزبانی مصر از ارمنی‌ها فراری از قتل‌عام علیه آنها و ادغام آنها در جامعه مصر است. .
از حدود سال ۱۹۹۶، ارمنستان و مصر موفق به ایجاد همکاری‌های عالی سیاسی، اقتصادی، فرهنگی، آموزشی و علمی شده‌اند. مصر یکی از اولین کشورهای جهان عرب بود که در سال ۱۹۹۱ استقلال ارمنستان را به رسمیت شناخت. ارمنستان و مصر بیش از ۴۰ سند حقوقی دوجانبه را امضا کردند، ده‌ها هیئت رسمی بلندپایه دیدارهای متقابل داشتند، بسیاری از رویدادهای مهم فرهنگی و عمومی رخ داده است و پروژه‌های همکاری اقتصادی با تلاش مشترک انجام شده است.

## به رسمیت شناختن نسل‌کشی ارمنی‌ها
طبق گزارشی از روزنامه ارمنی-آمریکایی آسبارز، در اواخر سال ۲۰۱۳ و در میان تنش‌های فزاینده ترکیه و مصر که پس از برکناری رئیس‌جمهور مصر، محمد مرسی، در اوایل ژوئیه ۲۰۱۳ رخ داد، بسیاری از مقالات و سرمقاله‌های مصری به محکومیت انکار نسل‌کشی ارمنی‌ها توسط دولت ترکیه پرداختند و این موضوع در برنامه گفت‌وگوی تلویزیونی محبوب مصری به نام «الصور الکاملة» که توسط لیلیان داوود میزبانی می‌شد، مورد بحث قرار گرفت.
مصطفی بکری، نماینده مستقل مجلس نمایندگان، قطعنامه ای را ارائه کرد که خواستار به رسمیت شناختن نسل‌کشی ارمنی‌ها شد. در صورت پذیرش، مصر اولین کشور مسلمانی خواهد بود که چنین کاری را انجام می‌دهد. فیلم مستند عرب زبان، چه کسی ارمنی‌ها را کشت؟، در مصر تولید و در کتابخانه هلیوپولیس به نمایش درآمد. این فیلم که به بررسی نسل‌کشی ارمنی‌ها در دوران جنگ جهانی اول می‌پردازد. این فیلم تلاش می‌کند تا حقایق تاریخی و ابعاد انسانی این واقعه را به تصویر بکشد و به سوالات پیرامون مسئولیت‌ها و عواقب این جنایات پاسخ دهد. این فیلم به عنوان یک منبع آموزشی و اطلاع‌رسانی دربارهٔ یکی از تاریک‌ترین دوره‌های تاریخ بشریت شناخته می‌شود.
عبدالفتاح السیسی، رئیس‌جمهور مصر، در سخنرانی در کنفرانس امنیتی مونیخ ۲۰۱۹، تلویحاً نسل‌کشی ارمنی‌ها را به رسمیت شناخت و خاطرنشان کرد که صد سال قبل، مصر «پس از نسل کشی» میزبان پناهندگان ارمنی بوده است. این نظرات مورد استقبال جامعه ارمنی مصر قرار گرفت.

## رویدادهای فرهنگی

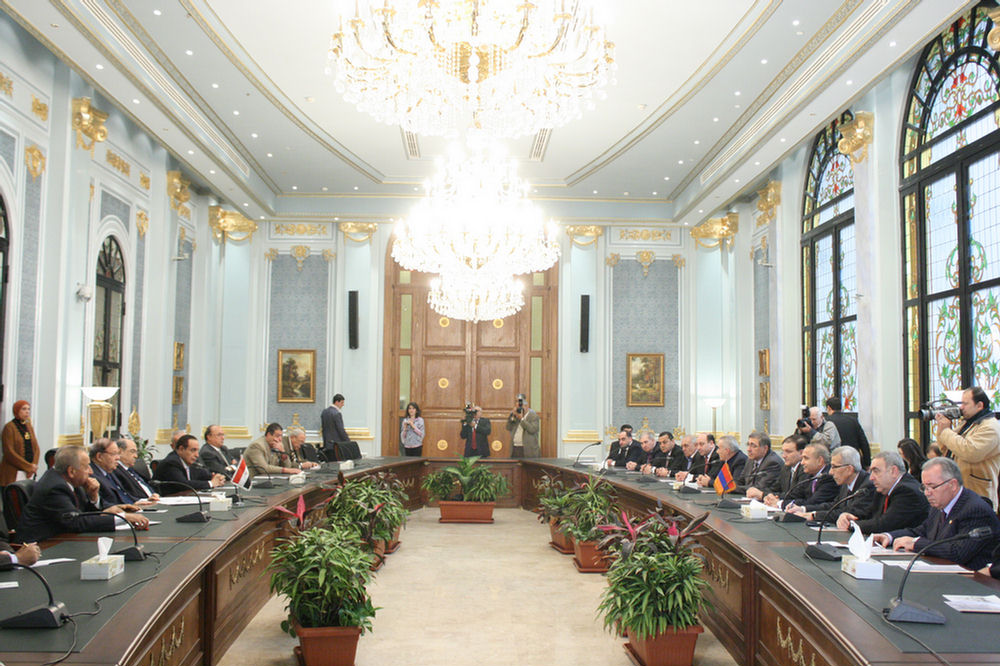
نشستی بین نمایندگان دو کشور

روزهای فرهنگی مصر در چهارچوب همکاری فرهنگی ارمنستان و مصر، توافقنامه بین دولتی که بین دو کشور امضا شد، در روزهای ۴ تا ۱۱ نوامبر در ارمنستان برگزار شد. در چارچوب روزهای فرهنگی مصر در ایروان ۲ نمایش باله در خانه اپرای قاهره اجرا شد و تعداد زیادی فیلم مصری به نمایش در آمد. همچنین یک نمایشگاه هنری با ارائه آثار هنرمندان مصری برگزار شده است.
در تاریخ ۶ اکتبر ۲۰۱۱، در سالن الجمهوریه، خانه اپرای قاهره، هنرمند برجسته ارمنستان، آرسن گریگوریان، خواننده آنا خاراتیان و گروه مرو یک کنسرت برگزار کردند. این کنسرت در چارچوب رویدادهایی به مناسبت بیستمین سالگرد استقلال ارمنستان برگزار شد.
در تاریخ ۲۷ سپتامبر ۲۰۱۱، ارمنستان وضعیت ویژه‌ای به عنوان مهمان افتخاری در چهارمین سمپوزیوم بین‌المللی تاریخ و نشر در زبان‌ها و کشورهای خاورمیانه داشت. این سمپوزیوم همچنین پانصدمین سالگرد چاپ کتاب‌های ارمنی و انتخاب شهر ایروان به عنوان پایتخت جهانی کتاب در سال ۲۰۱۲ توسط یونسکو را جشن گرفت و جلسه ویژه‌ای را به نشر در ارمنستان اختصاص داد. در چارچوب این کنفرانس علمی سه‌روزه، نمایشگاهی از کتاب‌های باستانی ارمنی در کتابخانه اسکندریه برگزار شد.
این سمپوزیوم به مناسبت پانصدمین سالگرد چاپ کتاب‌های ارمنی برگزار شد، که یک نقطه عطف مهم در تاریخ فرهنگی ارمنستان به حساب می‌آید. این رویدادها نه تنها به ترویج فرهنگ ارمنی کمک کرد، بلکه فرصتی برای تبادل نظر و همکاری‌های علمی و فرهنگی میان کشورهای مختلف فراهم آورد.
روزهای فرهنگی ارمنستان در مصر، ۱۷–۲۲ سپتامبر ۲۰۱۰، به‌طور مشترک توسط وزارت فرهنگ مصر و سفارت ارمنستان در مصر سازماندهی شد به عنوان بخشی از یک ابتکار دو جانبه بزرگتر برای تقویت تبادل فرهنگی بین مصر و ارمنستان. این مجموعه شامل یک نمایشگاه عکاسی از زاوند سارگیان، مدیر موزه سرگئی پاراجانف، دربارهٔ معماری ارمنستان به علاوه سه اجرا از گروه ملی آواز و رقص ارمنستان به نام تاتول آلتونیان بود، که ابتدا در قاهره و سپس در اپرای تازه بازسازی شده دمنهور و اپرای سید درویش در خانه اپرای اسکندریه برگزار شد.
۱۵ و ۱۸ آوریل ۲۰۰۷ تئاتر اپرا و باله ملی ارمنستان، ایروان، گایانه اثر آرام خاچاتوریان، رهبر ارکستر کارن دورگاریان، طراح رقص هوهانس دیوانیان را در قاهره و اسکندریه ارائه داد. با یک نمایش در سالن اصلی خانه اپرای قاهره و دیگری در تئاتر سید درویش، اسکندریه، اجراهای گایانه پانزدهمین سالگرد برقراری روابط دیپلماتیک بین ارمنستان و مصر را جشن گرفتند.

## نمایندگی‌های دیپلماتیک مقیم
ارمنستان در قاهره سفارت دارد. مصر در ایروان سفارت دارد.

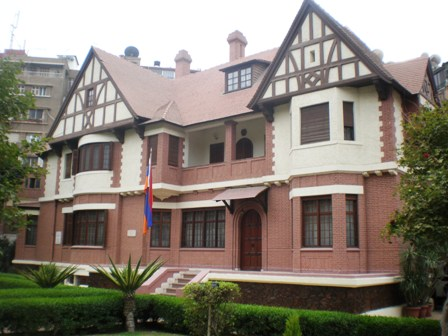
سفارت ارمنستان در قاهره